# クリス・クリンドラニ
クリス・クリンドラニ（Chris Kuridrani、1991年12月12日 - ）は、オーストラリア出身のラグビーユニオン選手。

## プロフィール
- ポジションはウィング(WTB)。
- 身長 189cm、体重 100kg
- ニックネームはクリス。
- いとこのテヴィタ・クリンドラニもラグビー選手（ワラビーズ）[2]。

## 略歴
イプスウィッチグラマー高校、レッズを経て、2018年、Honda HEATに加入。同年9月1日に行われたジャパンラグビートップリーグ第1節のリコーブラックラムズ戦にて途中出場で日本での公式戦初出場を果たす。
2019年、Honda Heatを退団した。